# Tysk-österrikiska backhopparveckan 1964/1965
Under Tysk-österrikiska backhopparveckan 1964/1965 hoppade man i Oberstdorf den 27 december, den 1 januari hoppade man i Partenkirchen och den 3 januari hoppade man i Innsbruck. Deltävlingen i Bischofshofen genomfördes slutligen den 6 januari.

## Oberstdorf
- Datum: 27 december 1964
- Land:  Västtyskland
- Backe: Schattenbergschanze

| Placering | Hoppare           | Land          | Poäng |
| --------- | ----------------- | ------------- | ----- |
| 01        | Torgeir Brandtzæg | Norge         | 230,5 |
| 02        | Pjotr Kovalenko   | Sovjetunionen | 215,5 |
| 03        | Dave Hichs        | USA           | 206,7 |
| 04        | Ludvik Zajc       | Jugoslavien   | 205,8 |
| 05        | Bjørn Wirkola     | Norge         | 205,4 |
| 06        | Giacomo Aimoni    | Italien       | 204,9 |
| 07        | Toralf Engan      | Norge         | 203,4 |
| 08        | Georg Thoma       | Västtyskland  | 202,6 |
| 09        | Max Bolkart       | Västtyskland  | 201,1 |
| 010       | Heini Ihle        | Västtyskland  | 200,7 |

## Partenkirchen
- Datum: 1 januari 1965
- Land:  Västtyskland
- Backe: Große Olympiaschanze

| Placering | Hoppare             | Land            | Poäng |
| --------- | ------------------- | --------------- | ----- |
| 01        | Erkki Pukka         | Finland         | ?     |
| 02        | Heini Ihle          | Västtyskland    | ?     |
| 03        | Helmut Kurz         | Västtyskland    | ?     |
| 04        | Pjotr Kovalenko     | Sovjetunionen   | ?     |
| 05        | Torgeir Brandtzæg   | Norge           | ?     |
| 06        | Jurij Subarev       | Sovjetunionen   | ?     |
| 07        | Dalibor Motejlek    | Tjeckoslovakien | ?     |
| 08        | Sepp Lichtenegger   | Österrike       | ?     |
| 09        | Peter Müller        | Österrike       | ?     |
| 010       | Mikhail Vieretnikov | Sovjetunionen   | ?     |

## Innsbruck
- Datum: 3 januari 1965
- Land:  Österrike
- Backe: Bergiselschanze

| Placering | Hoppare             | Land            | Poäng |
| --------- | ------------------- | --------------- | ----- |
| 01        | Torgeir Brandtzæg   | Norge           | ?     |
| 02        | Bjørn Wirkola       | Norge           | ?     |
| 03        | Józef Przybyła      | Polen           | ?     |
| 04        | Erkki Pukka         | Finland         | ?     |
| 05        | Dalibor Motejlek    | Tjeckoslovakien | ?     |
| 06        | Viktor Kriukov      | Sovjetunionen   | ?     |
| 07        | Henrik Ohlmayr      | Västtyskland    | ?     |
| 08        | Toralf Engan        | Norge           | ?     |
| 09        | Ryszard Witke       | Polen           | ?     |
| 010       | Mikhail Vieretnikov | Sovjetunionen   | ?     |

## Bischofshofen
- Datum: 6 januari 1965
- Land:  Österrike
- Backe: Paul-Ausserleitner-Schanze

| Placering | Hoppare           | Land            | Poäng |
| --------- | ----------------- | --------------- | ----- |
| 01        | Bjørn Wirkola     | Norge           | ?     |
| 02        | Dalibor Motejlek  | Tjeckoslovakien | ?     |
| 03        | Viktor Kriukov    | Sovjetunionen   | ?     |
| 04        | Jurij Subarev     | Sovjetunionen   | ?     |
| 05        | Max Golser        | Österrike       | ?     |
| 06        | Ludvik Zajc       | Jugoslavien     | ?     |
| 07        | Torgeir Brandtzæg | Norge           | ?     |
| 08        | Peter Müller      | Österrike       | ?     |
| 09        | Sepp Lichtenegger | Österrike       | ?     |
| 010       | Per Cucheron      | Norge           | ?     |

## Slutställning
| Placering | Hoppare             | Land            | Poäng |
| --------- | ------------------- | --------------- | ----- |
| 01        | Torgeir Brandtzæg   | Norge           | 869,5 |
| 02        | Bjørn Wirkola       | Norge           | 842,8 |
| 03        | Dalibor Motejlek    | Tjeckoslovakien | 839,7 |
| 04        | Jurij Subarev       | Sovjetunionen   | 809,0 |
| 05        | Józef Przybyła      | Polen           | 803,0 |
| 06        | Peter Müller        | Österrike       | 800,7 |
| 07        | Erkki Pukka         | Finland         | 798,7 |
| 08        | Toralf Engan        | Norge           | 792,2 |
| 09        | Viktor Kriukov      | Sovjetunionen   | 791,0 |
| 010       | Mikhail Vieretnikov | Sovjetunionen   | 790,0 |